# Maillen
Maillen is een dorp in de Belgische provincie Namen en deelgemeente van Assesse. Het was tot 1 januari 1977 een zelfstandige gemeente.
Maillen wordt gedomineerd door een neogotische kerk (Sainte-Lucie, 1872), waaromheen enkele huizen en boerderijen gegroepeerd zijn. Landbouw is dan ook de belangrijkste tak van bedrijvigheid. Aan de nabijgelegen N4 ligt een kleine strook met kleinschalige industriële bedrijvigheid. In het zuiden van de deelgemeente ligt het gehucht Ivoy.
De vestingen van meerdere Romeinse villa's zijn her en der verspreid teruggevonden. Sommige vondsten zijn bewaard in het Archeologisch Museum van Namen.

## Demografische ontwikkeling
- Bronnen:NIS, Opm:1831 tot en met 1970=volkstellingen, 1976= inwoneraantal op 31 december

## Evenementen
In het tweede weekend van september kent Maillen zijn traditionele kermis.

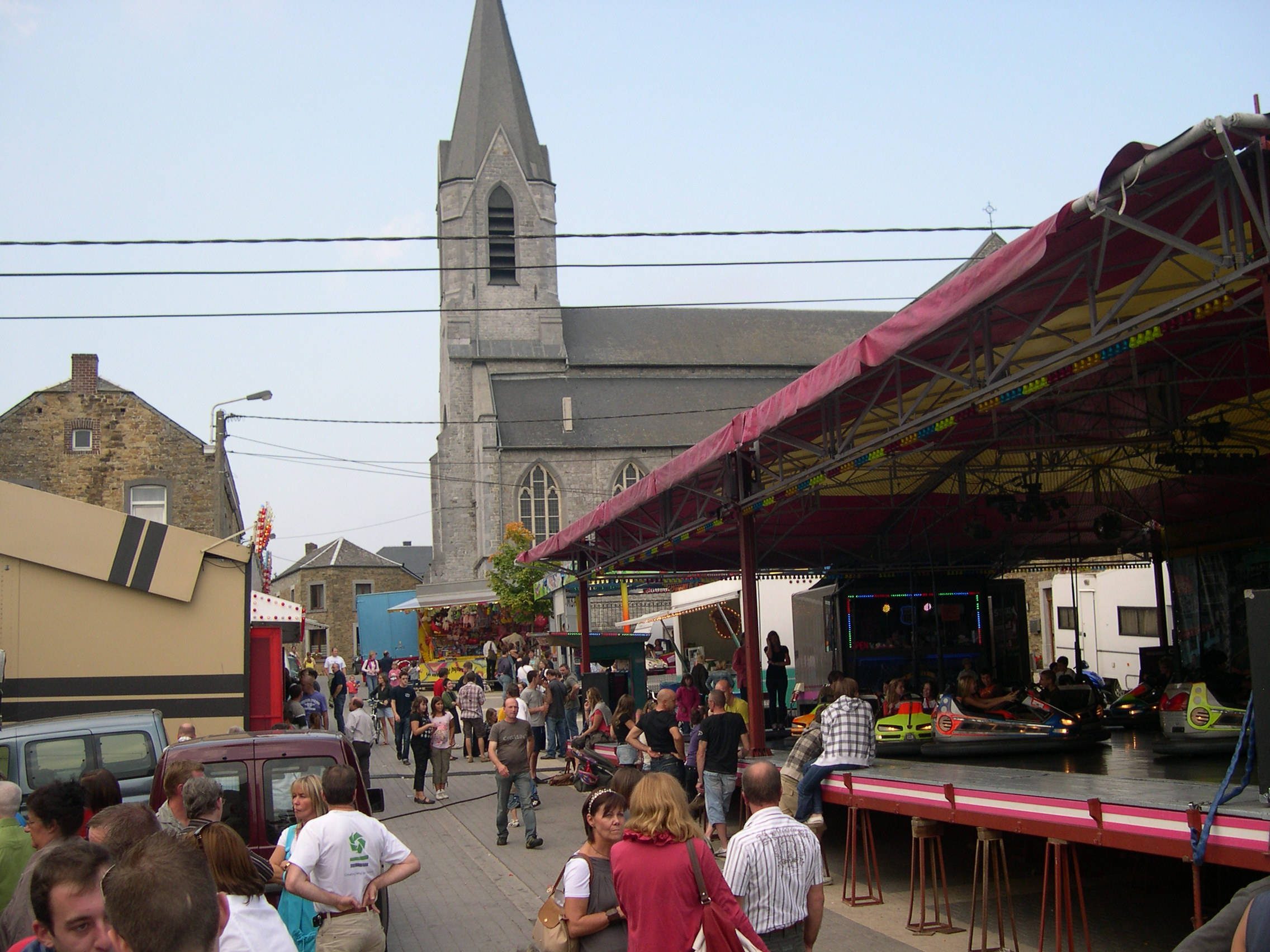
Het dorpscentrum van Maillen tijdens de jaarlijkse kermis
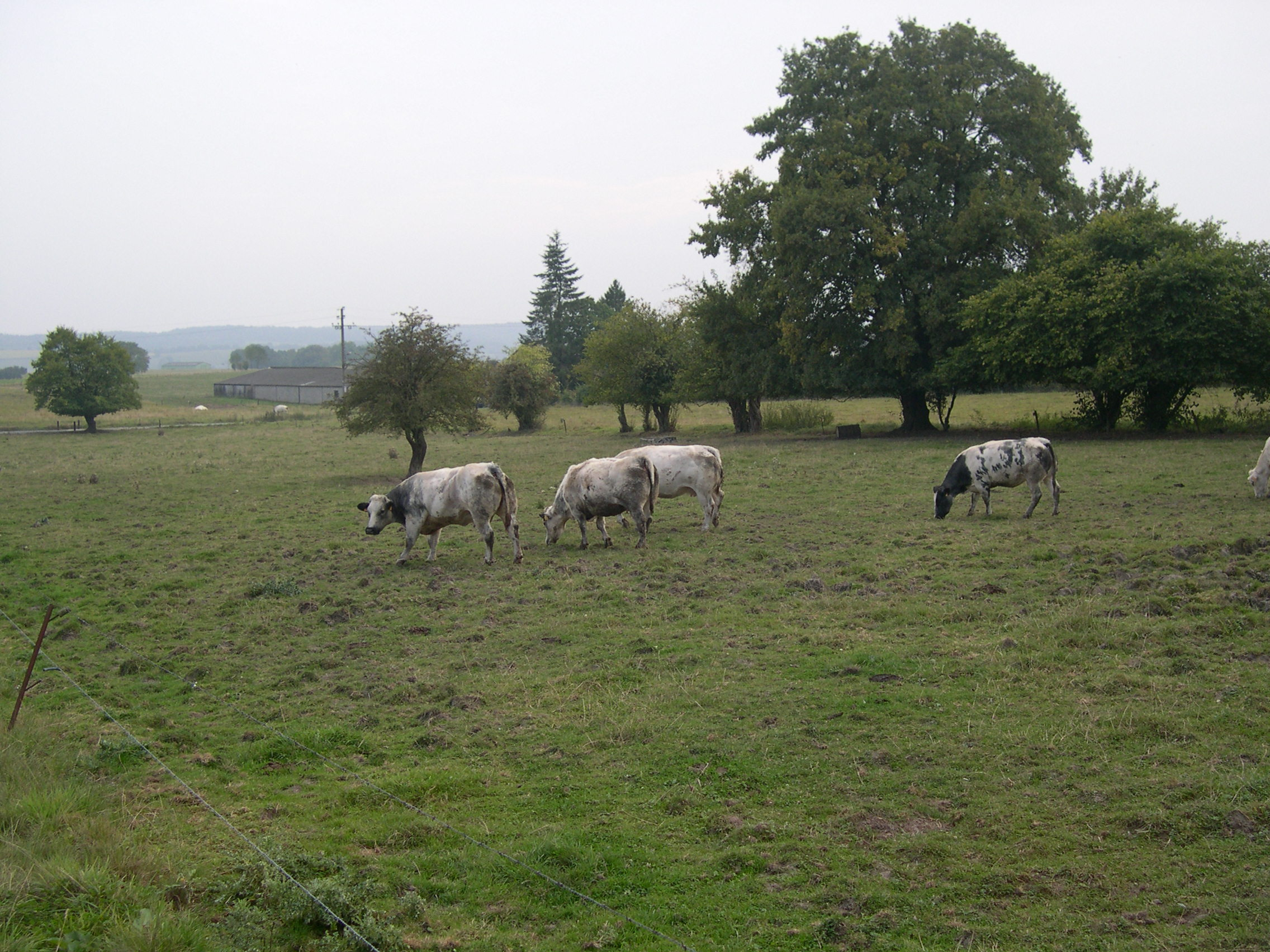
Direct buiten de dorpskern begint het licht golvend, agrarisch gebied
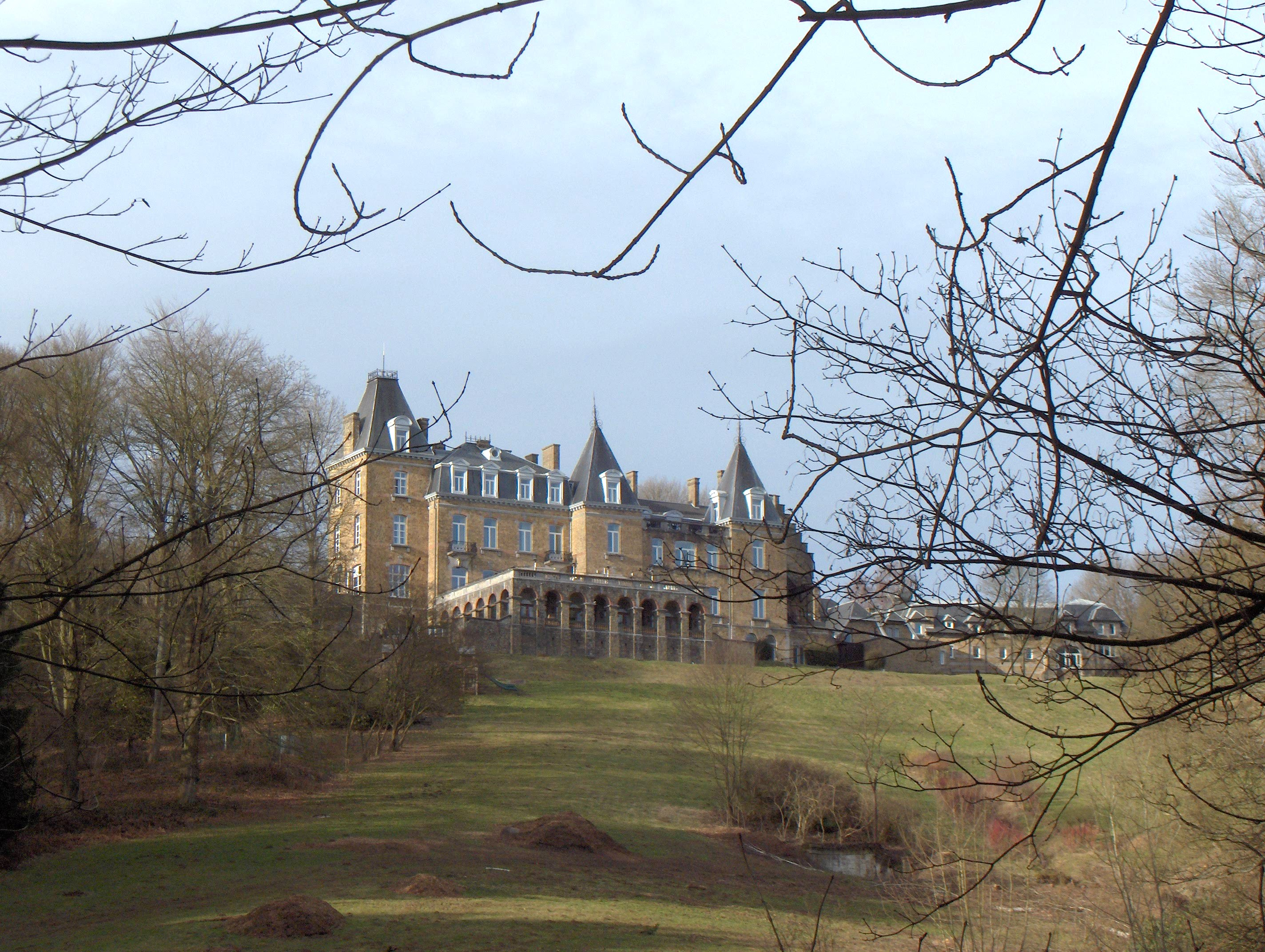
Domaine de Ronchinne (heden hotel), blik vanaf de weg van Mont naar Crupet

Deelgemeenten: Assesse · Courrière · Crupet · Florée · Maillen · Sart-Bernard · Sorinne-la-Longue

Overige dorpen en gehuchten: Ivoy · Mianoye · Trieu

Belgische gemeenten · arrondissement Namen · provincie Namen · Wallonië